# 克努特·克龙
克努特·克龙（瑞典語：Knut Kroon，1906年6月19日—1975年2月27日），瑞典男子足球运动员，司职前锋。他曾代表瑞典参加1934年国际足联世界杯。他也曾入选1936年夏季奥林匹克运动会瑞典男子足球队名单，但并未上场参赛。